# Jubël
Jubël är en svensk musikduo bestående av Sebastian Atas och Victor Sjöström. Duon fick sitt stora genombrott 2018 efter att ha släppt en cover på Toploaders version av "Dancing in the moonlight" med sång av Neimy. Covern har streamats närmare 500 miljoner gånger.
2019 släpptes debutalbumet Strawtown som följdes av hitsinglar såsom "On the beach", "Someone", "Running out of love" och "So sick".

## Diskografi

### Ep
- 2020 – Strawtown (Warner Music Sweden AB).
- 2021 – 6115 Orange St (Warner Music Sweden AB).
- 2023 – Daydreamin'.

### Singlar
- 2017 – Home
- 2017 – The Break Up Song
- 2017 – Illusion, tillsammans med NEIMY.
- 2018 – Illusion (acoustic version), tillsammans med NEIMY.
- 2018 – Dancing in the Moonlight, tillsammans med NEIMY.
- 2019 – Running Out Of Love (Merion Music Group AB).
- 2021 – Weekend Vibe.
- 2021 – Dumb.
- 2021 – I & I.
- 2022 – So Sick.
- 2023 – No More Tears.
- 2023 – Don't Kill My Vibe.
- 2023 – Off My Mind, tillsammans med Omar Rudberg.